# Leopold Neumer
Leopold Neumer (1919. február 8. – 1990. március 19.) osztrák és német válogatott osztrák labdarúgó, csatár.

## Pályafutása

### Klubcsapatban
1933 és 1935 között az 1. Simmeringer SC csapatában szerepelt. 1935 és 1947 között pályafutása jelentős részét az Austria Wien csapatában töltötte, ahol 1936-ban osztrák és közép-európai kupa-győztes lett az együttessel. 1947 és 1949 között a Favoritner SK Blau-Weiß labdarúgója volt, majd visszavonult.

### A válogatottban
1937-ben két alkalommal szerepelt az osztrák válogatottban és egy gólt szerzett. Az Anschluss után 1938-ban egy alkalommal szerepelt a német válogatottban. Részt vett az 1938-as franciaországi világbajnokságon német színekben. 1945 és 1946 között ismét az osztrák válogatottban játszott. Két mérkőzésen lépett pályára és egy gólt szerzett. Az osztrák válogatottban összesen négy találkozón játszott és két gólt ért el.

## Sikerei, díjai
Austria Wien
- Osztrák bajnokság
  - 2.: 1936–37, 1945–46
- Osztrák kupa
  - győztes: 1936
- Közép-európai kupa
  - győztes: 1936